# آب‌بر
آب‌برها در اکثر پایه‌های پل چه در جهت خلاف جریان آب، چه موافق آن پیش‌آمدگی مثلثی شکل یا نیم دایره ایجاد می‌گردد که اصطلاحاً به آن موج شکن یا آب‌بر می‌گویند.
افزایش مقطع طولی پل و سنگینتر نمودن پایه‌ها جهت خنثی سازی رانش حاصل از طاقهای بزرگ نقش استحکامی پل در مقابل فشارهای سرسام‌آور آب در هنگام طغیان رودخانه‌ها و هدایت مناسب آب که از لحاظ مکانیکی و مهندسی در دوام پل تأثیر بسیاری دارد، از جمله کاربردهای مهم آب برها هستند.

## معماری پل
با بررسی ویرانه‌های بجای مانده از قدیمیترین پل‌ها در می‌یابیم با آنکه پل‌سازی پیشینیان در عهد خود یکی از شاهکارها بوده ولی به علت عمیق بودن وسط رودخانه، عدم وجود اسباب و ابزار کافی و در نتیجه عدم رعایت پاره‌ای از نکات فنی، پایه‌ها بتدریج در اثر شسته شدن ویران می‌شدند. از پل‌های باستانی دورهٔ هخامنشی آثار کمی بجای مانده، فقط در مسیر شاهراه‌ها آثاری از پیکر ویران پایه‌های پل‌های منتسب به این دوره به چشم می‌خورد. برای نمونه پل بند درزودزن و بند بردبریده که دارای پایه‌های مربع شکل اند. در دورهٔ ساسانی پایه‌ها شکل تکامل یافته تری گرفتند و از وسعت بیشتری برخوردار گشتند.